# Хосрован
Хосрован (перс. خسروان‎) — село на севере Ирана, в остане Тегеран. Входит в состав шахрестана Демавенд. Является частью дехестана (сельского округа) Эбершиве бахша Меркези.

## География
Село находится в восточной части остана, при автодороге 79, на расстоянии приблизительно 16 километров (по прямой) к востоко-юго-востоку от города Демавенд, административного центра шахрестана. Абсолютная высота — 2262 метра над уровнем моря.

## Население
По данным переписи 2006 года население села составляло 126 человек (88 мужчин и 38 женщин). В Хосроване насчитывалось 36 домохозяйств. Уровень грамотности населения составлял 55,6 %. Уровень грамотности среди мужчин составлял 61,4 %, среди женщин — 42,1 %.
В 2016 году в селе имелось 66 домохозяйств и проживало 230 человек (146 мужчин и 84 женщины).
В национальном составе населения большинство составляют курды, предки которых были переселены в эти края по приказу Ага Мохаммеда Шаха из северного Хорасана.